# Alfa Romeo 33 Stradale

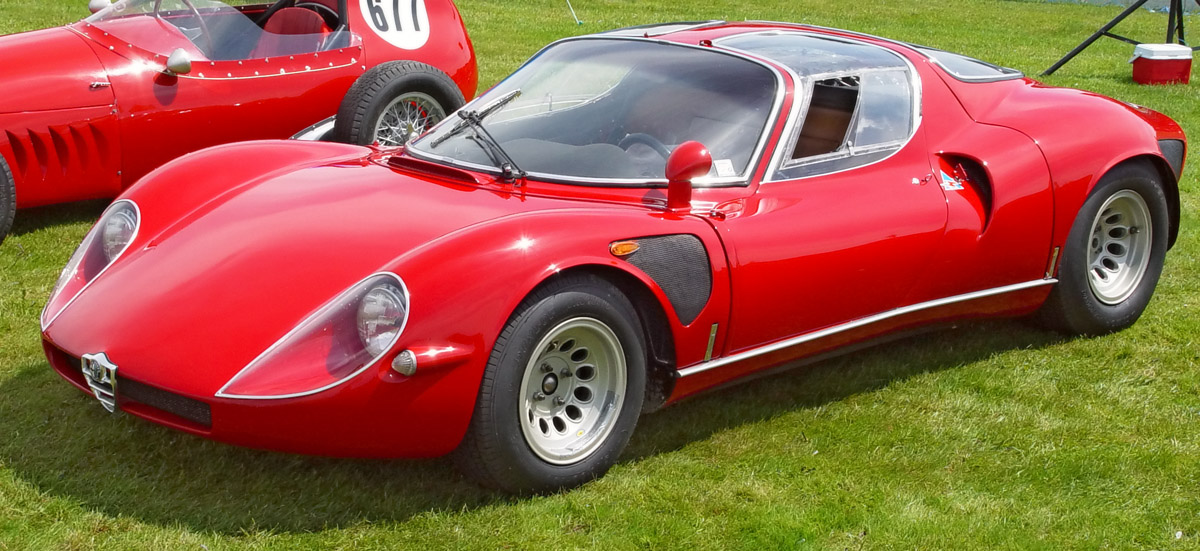
Alfa Romeo 33 Stradale uit 1968

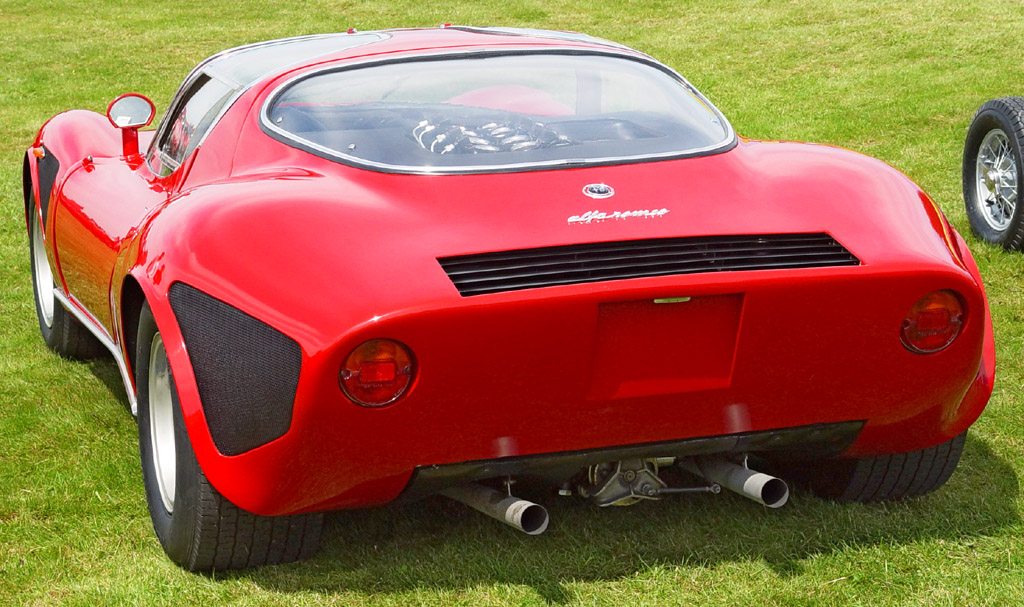
Achterkant van de 33 Stradale

De Alfa Romeo 33 Stradale is een supersportwagen van het Italiaanse merk Alfa Romeo, gebouwd tussen 1967 en 1969. Slechts achttien exemplaren werden geproduceerd, inclusief vier prototypes. Dat maakt van deze wagen een uitzonderlijk zeldzaam verzamelstuk. Omdat de auto niet vaak wordt aangeboden is de exacte waarde lastig te schatten, maar die bedraagt in ieder geval vele miljoenen euro's.

## 33/2 Liter
Met als doel om een nieuwe competitieve GT racewagen te bouwen, richt Alfa Romeo op 5 maart 1963 Autodelta op. Onder de codenaam 105.33 ontwikkelde Alfa voor het eerst sinds 1940 een competitiewagen met achteraan gemonteerde motor. De wagen, uiteindelijk gewoon 33 gedoopt, kreeg een tweeliter V8 motor die goed was voor 270 pk. Het vermogen werd via de achterwielen naar de weg gebracht en zorgde voor een topsnelheid van 298 km/u. Het chassis van de wagen bestond uit drie aluminium buizen, in H-vorm aan elkaar bevestigd. Op 12 maart 1967 debuteerde de 33 met een overwinning in de race van Fléron in België.

## Stradale
In 1967 besloot Autodelta om op basis van de 33 competitiewagen een gewone straat versie te bouwen: de 33 Stradale. Franco Scaglione zorgde voor het ontwerp: een uitzonderlijk lage wagen die niet hoger kwam dan een meter. De 33 Stradale kreeg een iets kortere wielbasis en de betrouwbaarheid van de motor werd verhoogd. Het maximaal vermogen kwam op 230 pk te liggen, maar door de aerodynamische body en het lage gewicht haalt hij nog altijd een topsnelheid van meer dan 260 km/u. Het ontwerp van de in maart 2013 op de Autosalon van Genève gepresenteerde Alfa Romeo 4C, is geïnspireerd door de 33 Stradale.

## Cijfers
- Motor: 1995 cc 90° V8
- Vermogen: 171,5 kW (227 pk)
- Maximaal koppel: 206 Nm
- Lengte: 3970 mm
- Breedte: 1709 mm
- Hoogte: 991 mm
- Droog gewicht: 700 kg

### Prestaties
- Topsnelheid: meer dan 260 km/u
- 0–100 km/h: 5,5 seconden